# Доводчик (праветчик)
Дово́дчик — должность и лицо находящееся на ней, в штате наместника (представителя великокняжеской власти) в конце XV—XVI веках.

## Описание должности
Доводчик в судебниках часто называется ещё недельщиком, поскольку исполнители этой должности чередовались неделями.
При доводчиках состояли помощники для судебных разъездов — заговорщики и ездоки.

## Обязанности и награды
Основные функции доводчика относились к гражданскому и уголовному суду, осуществляемому наместником. Доводчик должен был призывать ответчика и свидетелей к суду, то есть доводить до сведения, сообщать ответчику о назначении суда.
Доводчик ходил к ответчику или ездил, за свой труд он получал прогоны по расстоянию. Прогоны в первом случае назывались «хоженое», во втором — езда.
Доводчик ехал с «приставной памятью» (повесткой), которую предъявлял ответчику. В «памяти» сообщался срок, когда назначен суд.
Назначение и увольнение доводчика полностью зависело от решения наместника.
Оплата труда доводчика, также как и других лиц в штате наместника, осуществлялась за счет корма. Доводчик получал в дни основных праздников — Рождество Христово, Пасху и Петров день — установленный для него корм деньгами и вещами от жителей участка, на который он был назначен.
Положенное ему вознаграждение (хоженое или езда) доводчик получал за исполнение своих обязанностей всякий раз отдельно, призывая в суд ответчика и свидетелей.
Доводчик, как и другие служители при наместнике, жил в здании, находящемся на общественном иждивении.